# Bovec
Bovec (en italien : Plezzo ; en allemand : Flitsch) est une commune (občina) de Slovénie, située dans le Littoral slovène à l'extrémité occidentale du pays. C'est aussi le nom de la localité chef-lieu de la commune.

## Géographie

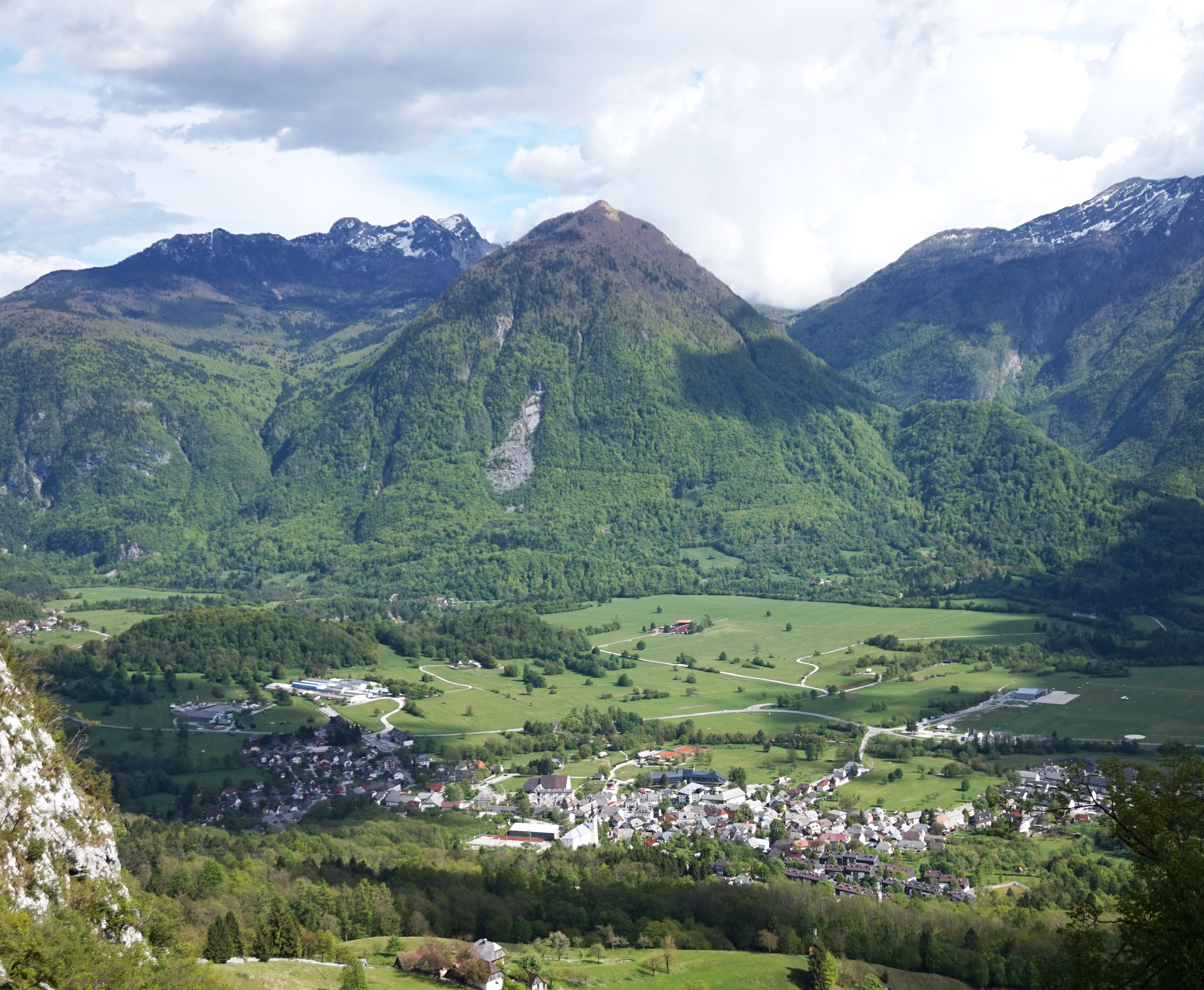
Vue sur Bovec et la vallée de l'Isonzo.

Située à 136 kilomètres au nord-ouest de Ljubljana, à une altitude de 483 mètres, la commune de Bovec se situe dans la vallée de Trenta et dans les Alpes juliennes ; une partie de son territoire se trouve dans le parc national du Triglav. C'est l'une des quinze municipalités de la région de Goriška.
La commune est frontalière avec l'Italie ; une des montagnes de cette zone frontalière est le mont Kanin qui offre des paysages karstiques, dans lesquelles s'ouvrent plusieurs cavités souterraines naturelles remarquables, dont le gouffre Čehi 2 qui dépasse les 1 500 mètres de profondeur.
La ville est traversée par le fleuve Isonzo, connu aussi sous le nom slovène de Soča, et possède une chute d'eau de 106 mètres de haut, Boka. Du fait notamment de la proximité immédiate de la station de sports d'hiver de Kanin, de nombreux hôtels y ont été construits, et un aérodrome dessert cette zone.

### Localités
Les treize localités qui composent la commune sont : Bavšica, Bovec (chef-lieu), Čezsoča, Kal-Koritnica], Lepena, Log Čezsoški, Log pod Mangartom, Plužna, Soča, Srpenica, Strmec na Predelu, Trenta et Žaga.

## Histoire
Avant la période romaine, la zone fut habitée par Illyriens. Les peuplades Slaves, à l'origine des Slovènes, arrivèrent dans la région vers le VIe siècle. Le cours supérieur de l'Isonzo et la vallée de Trenta composent le territoire situé le plus au nord-est du duché de Frioul, l'un des États institués par les Lombards en Italie (la Lombardie majeure). Conquise par Charlemagne en 774, cette terre est devenue une possession du Saint-Empire romain au Moyen Âge central et fut incorporée dans la vaste marche de Vérone fondée par le roi germanique Otton Ier en 952. À partir de 1077, elle appartenait à la sphère d'influence des seigneurs temporels du patriarcat d'Aquilée.
Bovec apparaît pour la première fois dans des documents historiques sous le règne des patriarches en 1174. Vers l'an 1420, La plupart de la région appartint ensuite à la république de Venise, à part la Goriška, les domaines des comtes de Goritz qui en 1500 sont soumis sous la tutelle des archiducs autrichiens de la maison de Habsbourg. Avec les duchés adjacents de Carinthie et de Carniole ils furent administrés au sein de l'Autriche intérieure.

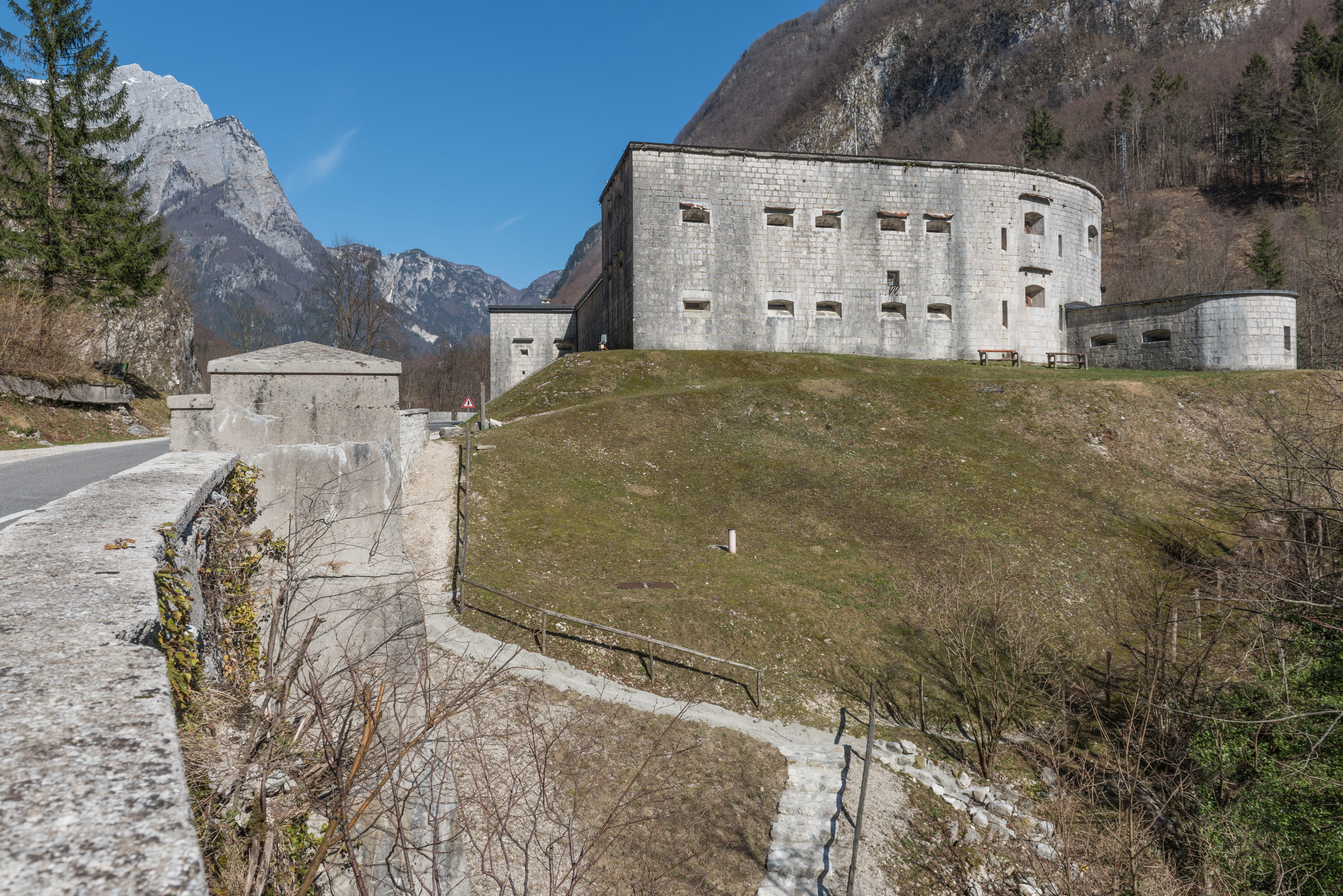
Le fort Kluze.

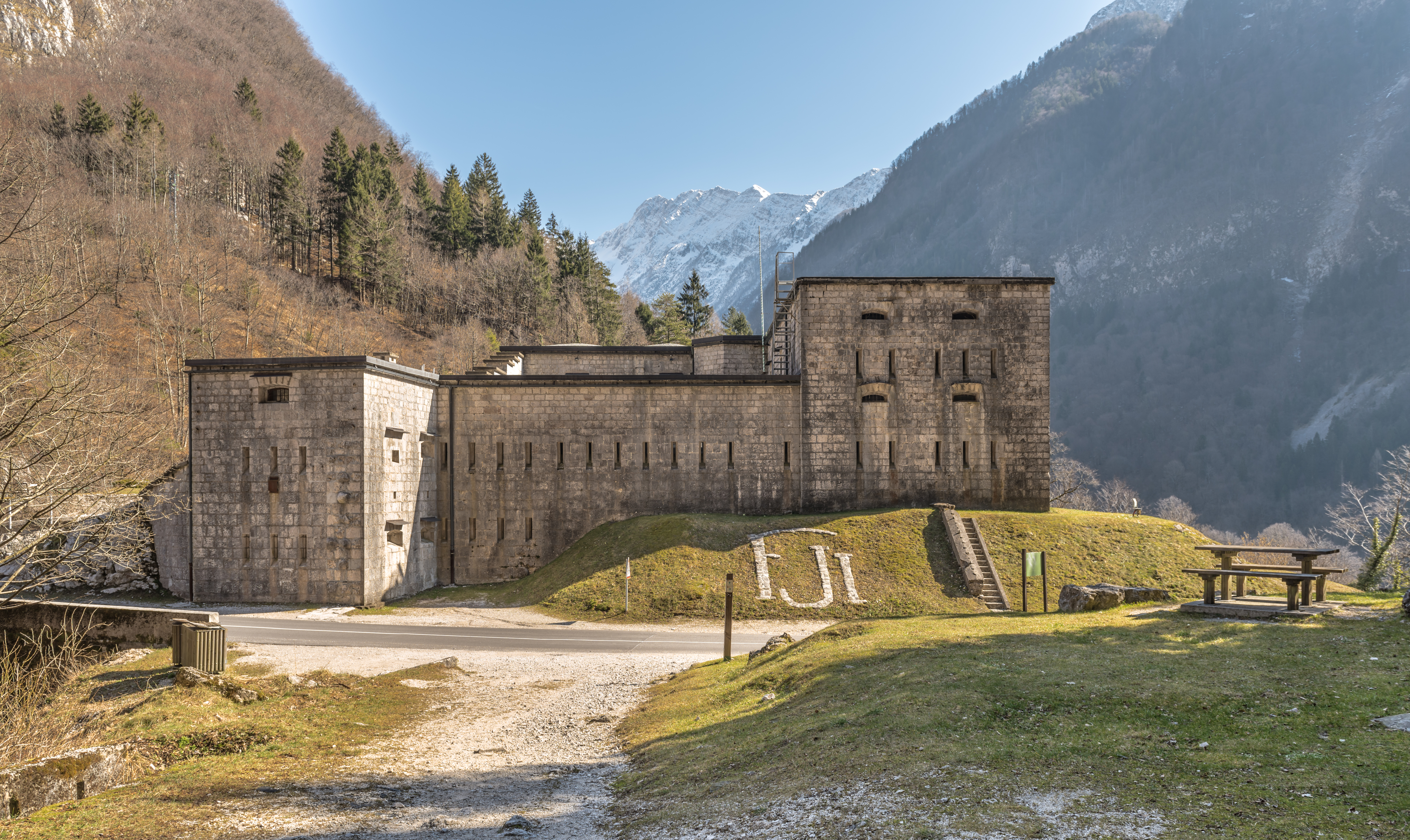
Autre vue du fort Kluze à Bovec.

Après les hostilités de la ligue de Cambrai et la défaite des Vénitiens contre l'empereur Maximilien en 1509, Bovec échoit à la monarchie de Habsbourg ; plus tard, le territoire fut incorporé dans le comté de Gorizia et Gradisca. Il a été l'un des principaux lieux de transit vers la frontière avec la Carinthie au nord-ouest (passant le col du Predil) et la Carniole au nord-est. Au XVe siècle, la forteresse de Kluze est construite pour repousser les pillages de l'armée ottomane.
En 1797, la forteresse voit aussi des combats lors de l'avancée des forces de Napoléon Ier contre l'empire d'Autriche. La vallée de l'Isonzo fut le théâtre de nombreuses batailles féroces entre l'Italie et l'empire d'Autriche-Hongrie dénommées batailles de l'Isonzo entre 1915 et 1917 lors de la Première Guerre mondiale.
En 1991, la commune de Bovec accueille les championnats du monde de descente en canoë-kayak.

## Tourisme
La région est axée en partie sur le tourisme et la nature, avec notamment le parc national du Triglav.
Des spécialités culinaires de la région sont notamment : le fromage au lait de brebis et le plat dénommé Čompe (prononcé « Tchompé ») à base de pommes de terre.

## Démographie
La population de la commune est assez faible avec environ 3 000 habitants.
Évolution démographique
| 1999  | 2000  | 2001  | 2002  | 2003  | 2004  | 2005  | 2006  | 2007  |
| ----- | ----- | ----- | ----- | ----- | ----- | ----- | ----- | ----- |
| 3 426 | 3 415 | 3 411 | 3 358 | 3 339 | 3 301 | 3 301 | 3 308 | 3 323 |
| 2008  | 2009  | 2010  | 2011  | 2012  | 2013  | 2014  | 2015  | 2016  |
| 3 312 | 3 175 | 3 197 | 3 256 | 3 186 | 3 195 | 3 147 | 3 134 | 3 124 |
| 2017  | 2018  | 2019  | 2020  | 2021  |       |       |       |       |
| 3 082 | 3 049 | 3 048 | 3 073 | 3 245 |       |       |       |       |